# Hubert Knaus
Hubert Knaus (* 13. Februar 1907 in Sankt Veit an der Glan; † 16. August 1988 ebenda) war ein österreichischer Politiker.

## Leben
Als Sohn eines Kaufmanns geboren, studierte Knaus nach dem Beusch des Klagenfurter Realgymnasiums Landwirtschaft in Hohenheim und Weihenstephan. Nach seinem Abschluss folgte ein Studium der Rechts- und Staatswissenschaften an der Universität Innsbruck. Hier wurde er 1928 Mitglied der Innsbrucker akademischen Burschenschaft Suevia. 1932/33 war er Schriftleiter der Innsbrucker Hochschulzeitung. Nach Examen und Promotion zum Doktor der Rechte arbeitete er bei der Landesstelle Klagenfurt. Am 28. Mai 1938 beantragte er die Aufnahme in die NSDAP und wurde rückwirkend zum 1. Mai desselben Jahres aufgenommen (Mitgliedsnummer 6.317.037).
1939 rückte er beim Gebirgsjägerregiment 139 in Klagenfurt ein und nahm 1940 am Frankreichfeldzug teil, gefolgt von einem Einsatz in der Sowjetunion. 1943 wurde er Offizier und wurde als Kompanieführer eingesetzt. Aus seiner vier Jahre dauernden Kriegsgefangenschaft in Sibirien wurde er 1949 in die Heimat entlassen und arbeitete in seinem eigenen Betrieb für Land- und Forstwirtschaft. 
1955 wurde er in Sankt Veit an der Glan Bezirksparteiobmann der Freiheitlichen Partei Österreichs (FPÖ). Er war auch als Mitglied des Landesparteivorstandes und in der Landesparteileitung tätig. Von 1956 bis 1965 war er Abgeordneter im Kärntner Landtag. 1956 wurde er auch in der Bundesparteileitung und im Bundesparteivorstand tätig. Von 1965 bis 1970 war er Landesrat der Kärntner Landesregierung und war vor allem in der Minderheitenpolitik aktiv. 1957 war er an der Gründung des Kärntner Heimatdienstes beteiligt, in dem er später Ehrenmitglied wurde.

## Ehrungen
- Träger des Kärntner Landesordens in Gold
- Träger des Wappenringes der Stadt Sankt Veit an der Glan